# Witgoor
Witgoor is een gehucht in de Belgische gemeente Dessel in de provincie Antwerpen. Het ligt een tweetal kilometer ten oosten van het centrum van Dessel.
Ten zuiden loopt het Kanaal Bocholt-Herentals, ten oosten het Kanaal Dessel-Turnhout-Schoten.

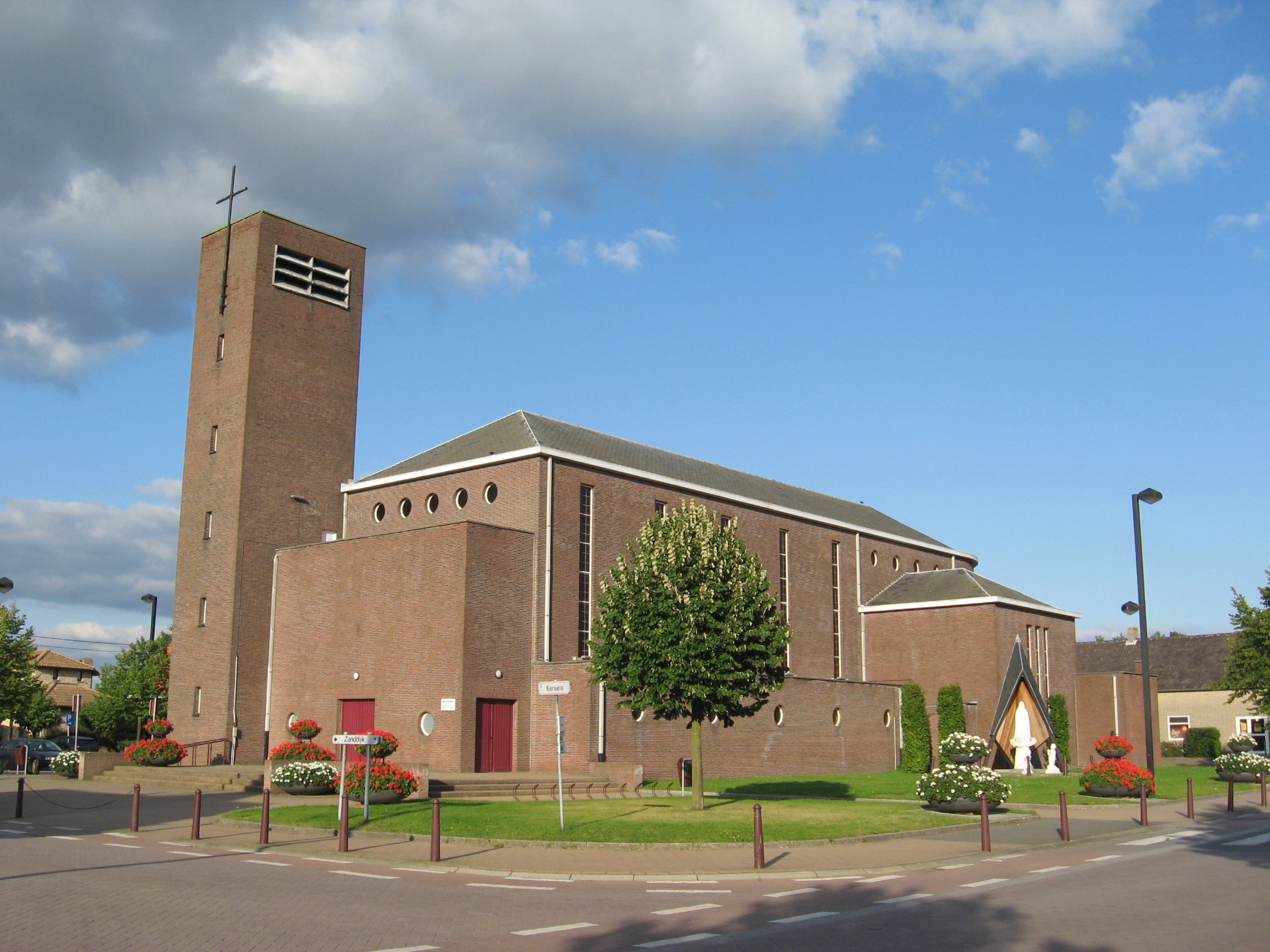
Heilige Familiekerk

## Geschiedenis
Witgoor is een van de oude kernen van Dessel. Naast deze naam kwamen in de 17de en 18de eeuw ook namen als op 't eynde en Hertveken voor. Op de Ferrariskaart uit de jaren 1770 is de plaats aangeduid als het gehucht Witgoeir, dat via lintbebouwing al met het centrum van Dessel was verbonden. Witgoor groeide uit rond de 17de-eeuwse kapel van Onze-Lieve-Vrouw van Gedurige Bijstand.
Halverwege de 19de eeuw werden in de buurt de diverse kanalen gegraven. Een kleiner afwateringskanaal was de zogenaamde "Collateur van Arendonk", in Dessel ook "De Gracht" genoemd, ten westen van Witgoor. Dit kanaal vormde een grens tussen het centrum van Dessel en Witgoor.
In de 20ste eeuw kende Witgoor een sterke bevolkingstoename en het gehucht groeide uit, vooral in oostelijke richting. Witgoor werd in 1932 een kapelanie die door de Abdij van Postel werd bediend. Er werd een kerk, een klooster met meisjesschool en een gemeentelijke jongensschool gebouwd en in 1958 werd Witgoor een zelfstandige parochie. De oude kapel in het westen van het gehucht lag zo zelfs buiten de parochie en werd door bouwactiviteiten in 1968 afgebroken.

## Bezienswaardigheden
- De Heilige-Familiekerk, met beschermd orgel
- De Sas 4-Toren

## Sport
In Witgoor speelt voetbalclub Witgoor Sport Dessel, die is aangesloten bij de KBVB. De club speelde al meerdere decennia in de nationale reeksen.

## Nabijgelegen kernen
Dessel, Blauwe Kei